# 고바타 미노루
고바타 미노루(일본어: 小畑 穣, 1946년 11월 24일 ~ )는 일본의 전 축구 선수이다.

## 국가대표팀 경력
그는 1970년 메르데카 국제축구대회에 참가할 일본 국가대표팀에 발탁되었으며, 7월 31일 홍콩와의 경기에서 데뷔했다. 1970년 아시안 게임에도 출전했다. 그는 1973년까지 국제 A매치 통산 13경기에 출전했다.

## 통계
| 일본 | 일본 | 일본 |
| 연도 | 출전 | 득점 |
| ---- | ---- | ---- |
| 1970 | 11   | 0    |
| 1971 | 0    | 0    |
| 1972 | 0    | 0    |
| 1973 | 2    | 0    |
| 통산 | 13   | 0    |